# Widerbergare
Widerbergare var en baguette som tillverkades av charkuteributiken Widerbergs kött, som låg på Sankt Petri kyrkogata i Lund. Widerbergs kött grundades 1964 av Carl-Erik Widerberg, och specialmackan Widerbergare blev snart en del av  Lunds mattradition och studentliv. Carl-Erik Widerberg sålde butiken 2014 och år 2017 försattes den i konkurs.
Mackan var en baguette med sju pålägg. Utöver pepparrotsvisp även  rostbiff, skinka, kokt/ rökt korv, leverpastej, kalkon, köttfärslimpa och ost. Det såldes uppemot 1000 mackor om dagen och 2000 mackor en solig vårdag.